# Oskar Karstedt

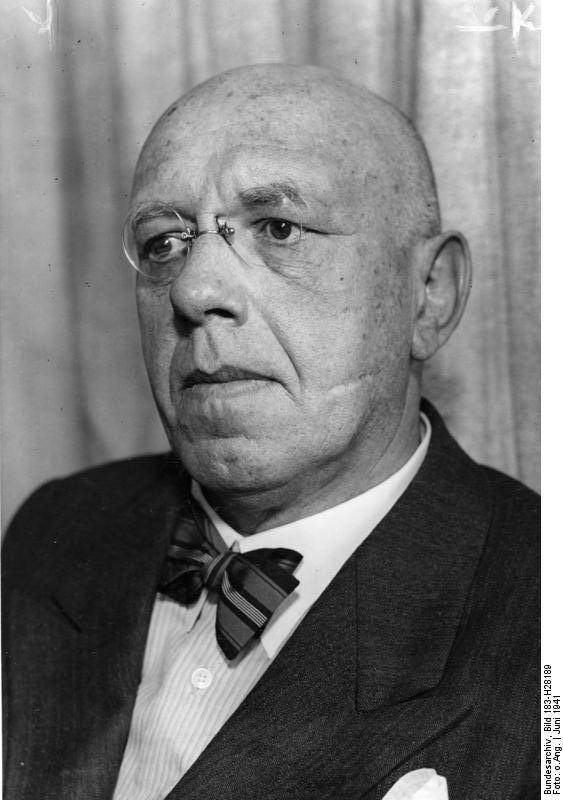
Oskar Karstedt (1941)

Oskar Karstedt, vollständig Franz Oskar Karstedt (* 10. März 1884 in Lübeck; † Herbst 1945 im Speziallager Sachsenhausen) war ein deutscher Geograph, Kolonialbeamter und Ministerialbeamter.

## Leben
Oskar Karstedt war ein Sohn des Kapitäns und Vorsitzenden der Schiffergesellschaft in Lübeck Peter Carl Hinrich Karstedt († 1916). Er besuchte den Realgymnasium-Zweig des Katharineums zu Lübeck bis zum Abitur Ostern 1902 und studierte Naturwissenschaften, Geographie und Volkswirtschaft an den Universitäten Leipzig, Helsinki und Berlin. 1905 wurde er in Leipzig mit einer Dissertation über die südfinnische Schärenküste zum Dr. phil. promoviert.
Er trat in den Kolonialdienst des Deutschen Reiches und ging nach Deutsch-Ostafrika, wo er vor allem als Bezirksamtssekretär in Dar es Salaam tätig war. Aufgrund einer Erkrankung kam er im Herbst 1913 nach Deutschland zurück und wurde pensioniert. Er betätigte sich anschließend publizistisch als Schriftleiter der Deutschen Kolonialzeitung der Deutschen Kolonialgesellschaft sowie als Autor.
1918 wurde er Referent im Reichsausschuss der Kriegsbeschädigtenfürsorge und 1919 Regierungsrat. Ab 1920 war er als Ministerialrat im Reichsarbeitsministerium tätig. In den 1920er Jahren war er mit Siddy Wronsky Mitherausgeber der Deutschen Zeitschrift für Wohlfahrtspflege und der Schriftenreihe Die Wohlfahrtspflege in Einzeldarstellungen. 1932 war er nebenamtlich Geschäftsführer der Hindenburg-Spende.

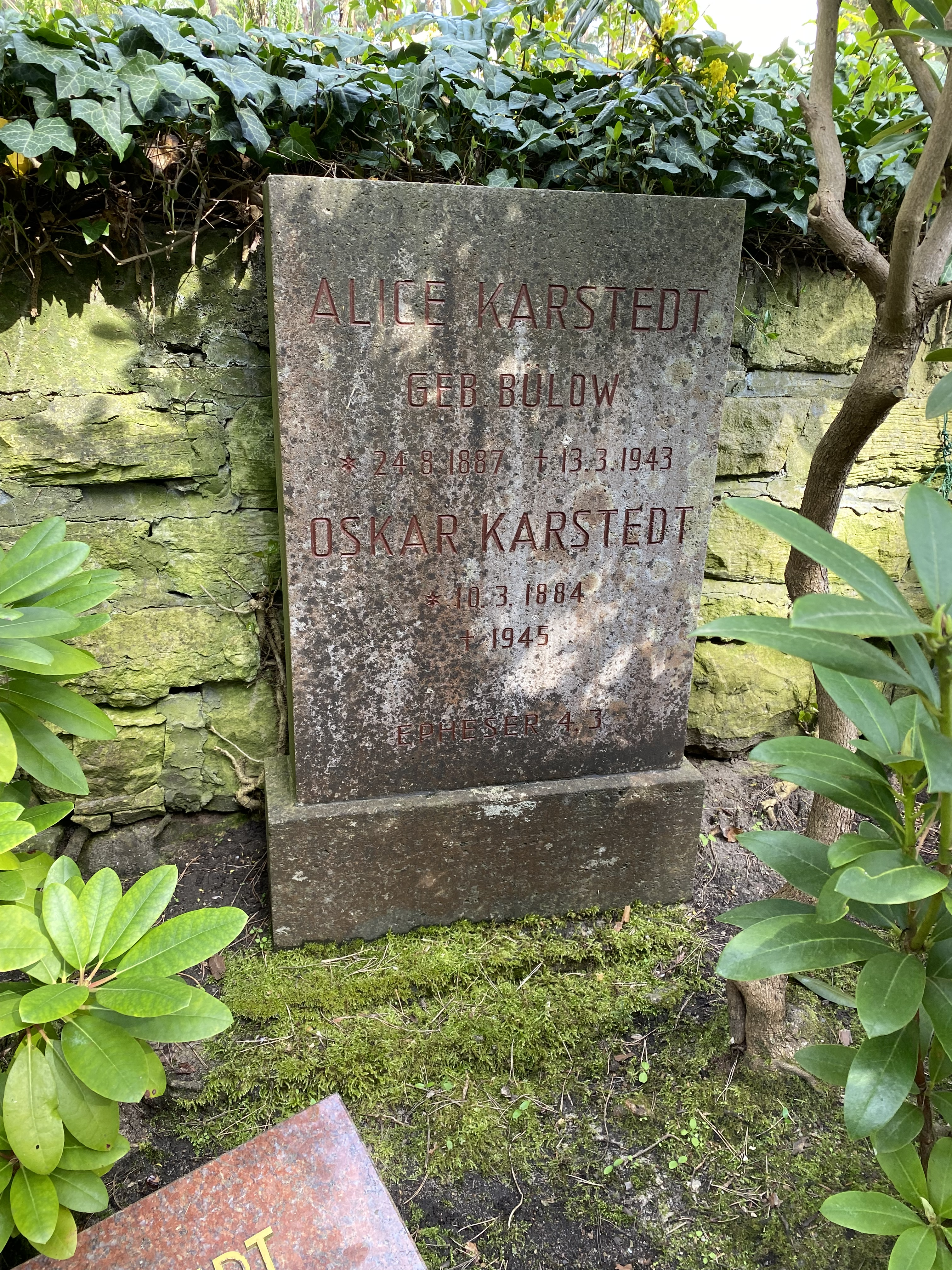
Grabstätte auf dem Waldfriedhof Dahlem

Zu seinem Verantwortungsbereich gehörte 1933/34 die Bearbeitung von Einsprüchen von Ärzten, die im Zuge der nationalsozialistischen Machtübernahme aus politischen oder rassischen Gründen ihre Kassenzulassung verloren. In seiner Arbeit und seinem 1934 veröffentlichten Bericht orientierte sich Karstedt strikt an der Verordnung und gab zahlreichen Beschwerden statt. Die streng am Wortlaut der Verordnung orientierte Überprüfung der Ausschlusspraxis durch das Reichsarbeitsministerium zog ihm den Unmut der Partei und der nationalsozialistischen Ärzteführung zu. Insbesondere der Reichsärzteführer Gerhard Wagner äußerte seinen Unmut über Karstedts Haltung. Betroffene erlebten ihn in dieser Zeit als „hochanständigen Menschen“.
1937 hielt Karstedt die Trauerrede für Hans von Ramsay in der Preußischen Akademie der Wissenschaften.
Um 1943 war Karstedt Leiter der Arbeitsgruppe Internationale Arbeits- und Sozialpolitik im Reichsarbeitsministerium sowie Leiter der Fachgruppe Koloniale Sozialpolitik in der Kolonialwissenschaftlichen Abteilung des Reichsforschungsrates. Gleichzeitig hielt er an der auslandswissenschaftlichen Fakultät der Universität Berlin Vorlesungen und Übungen zur kolonialen Sozialpolitik.
Bei Kriegsende 1945 wurde er von sowjetischen Truppen gefangen genommen und in das Speziallager Nr. 7 (Oranienburg-Sachsenhausen) gebracht, wo er im Herbst verstarb. Seine letzte Ruhestätte erhielt Oskar Karstedt auf dem Berliner Waldfriedhof Dahlem (Feld 010-300).

## Auszeichnungen
- 1942: Silberne Leibniz-Medaille (Berlin)

## Schriften
- Die südfinnische Skärenküste von Wiborg bis Hangö : ein Beitrag zur Geographie der Ostseeküsten. Schmidt, Lübeck 1906. (zugl. Leipzig, phil. Diss., 1906)
- Beiträge zur Praxis der Eingeborenenrechtsprechung in Deutsch-Ostafrika. Deutsch-Ostafrikanische Zeitung, Daressalam [1912].
- mit Maurice Smethurst Evans und H. Hardy: Die Ansiedelung von Europäern in den Tropen. Teil 3: Natal, Rhodesien, Britisch-Ostafrika. (= Schriften des Vereins für Socialpolitik: SVS / Gesellschaft für Wirtschafts- und Sozialwissenschaften). Duncker & Humblot, München u. a. 1913.
- Deutsch-Ostafrika und seine Nachbargebiete: ein Handbuch für Reisende. Reimer, Berlin 1914.
- Deutsch-Ostafrika 1914: Denkschrift. J. J. Weber, Leipzig (1914).
- Deutschlands koloniale Not. Kolonial-Wirtschaftl. Komitee, Berlin 1917.
- Koloniale Friedensziele. Duncker, Weimar 1917.
- Was war uns deutscher Kolonialbesitz? Was muss er uns werden? Deutsche Kolonialgesellschaft, Berlin 1918.
- mit Heinrich Rabelin: Die öffentliche Kleinrentnerfürsorge : unter besonderer Berücksichtigung der Reichsmaßnahmen. Heymann, Berlin 1923.
- als Hrsg.: Handwörterbuch der Wohlfahrtspflege. Heymann, Berlin 1924.
- mit Otto Martens: Afrika: ein Handbuch für Wirtschaft und Reise. Hrsg. auf Anregung der Deutschen Afrika-Linien. Reimer, Vohsen, Berlin 1930.

2. Auflage. 1931; 3. Auflage. 2 Bände, Reimer; Andrews & Steiner, Berlin 1936, 4. Auflage. 1938
Englische Ausgabe: The African Handbook and traveller's guide. G. Allen & Unwin, London 1932,
2. Auflage: The African Handbook ; A guide to West, South and East Africa. Allen & Unwin, London 1938
- Internationale Bekämpfung der Arbeitslosigkeit durch Erschließung überseeischer Gebiete: Zugleich ein Beitrag zum Problem der Vergrößerung des Welthandelsvolumens. Hobbing, Berlin 1931.
- als Hrsg.: Erich Marcks, Ernst von Eisenhart Rothe: Paul von Hindenburg als Mensch, Staatsmann, Feldherr. Stollberg, Berlin [1932]
- Hermann v. Wissmann: der Mann des zwölffachen Verstandes. (= Deutschlands Kolonialhelden). Stollberg, Berlin 1933. (2. Auflage. 1938)
- Der weiße Kampf um Afrika.

Band 1: Englands Afrikanisches Imperium. Stollberg, Berlin 1937
Band 2: Deutschland in Afrika: 30 Jahre deutsche Kolonialarbeit. Stollberg, Berlin 1938
- Afrika als sozialpolitische Gemeinschaftsaufgabe Europas. Reale Accademia d’Italia, Rom 1938.
- So treibt das Reich Sozialpolitik. Stollberg, Berlin 1940.
- mit Peter von Werder: Die Afrikanische Arbeiterfrage. (= Afrika. Handbuch der praktischen Kolonialwissenschaften 18). Walter de Gruyter, Berlin 1941.
- Probleme afrikanischer Eingeborenenpolitik. (= Kolonialwissenschaftliche Forschungen: Ergebnisse und Probleme). Mittler, Berlin 1942.